# Luiz de Godoy

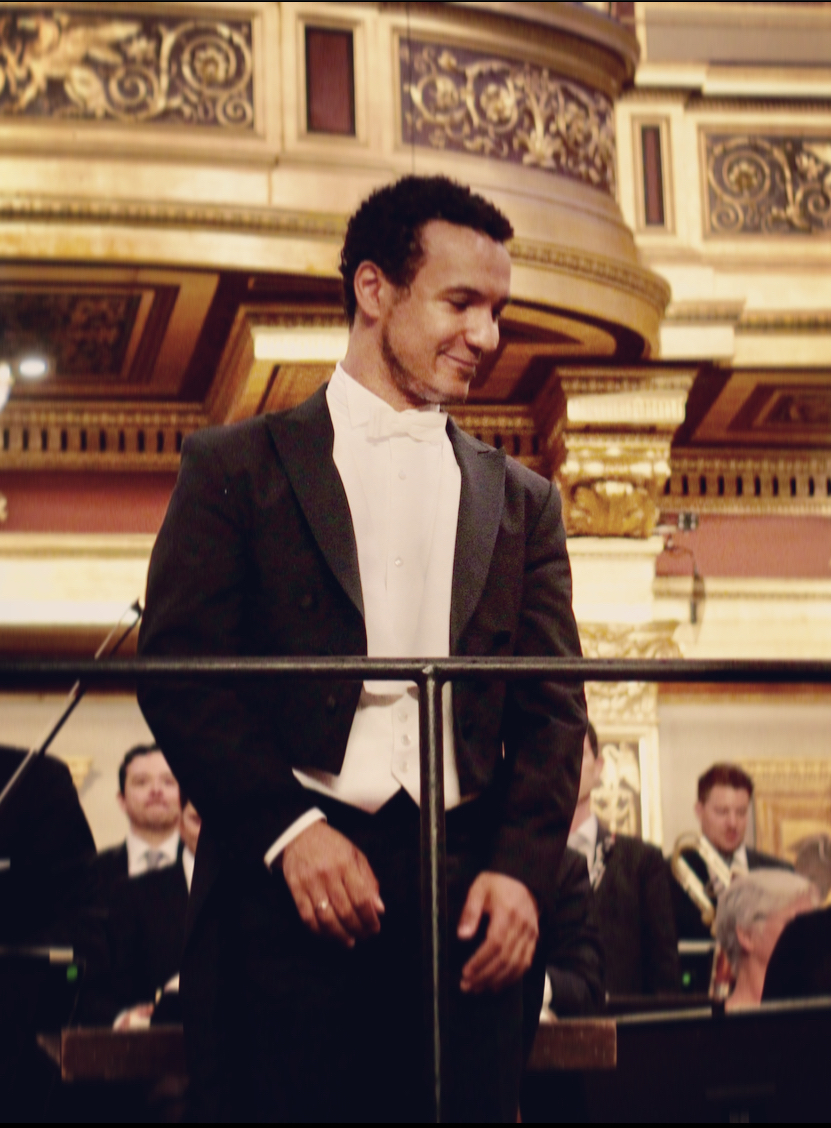
Luiz de Godoy no Musikverein de Viena em junho de 2019

Luiz de Godoy (Mogi das Cruzes, 14 de janeiro de 1988) é um maestro, regente coral, pianista e professor brasileiro.

## Biografia
Aos cinco anos, Luiz de Godoy começou a cantar num coro de sua cidade natal e posteriormente iniciou os estudos de piano. Na adolescência, estudou na Escola Municipal de Música de São Paulo sob orientação de Renato Figueiredo. Aos 16 anos, ganhou seu primeiro concurso de piano, enquanto já atuava paralelamente como regente coral. Profissional precoce, trabalhava como pianista colaborador, como pianista solista em recitais e com orquestra e em música de câmara.
Após o bacharelado em piano na classe de José Eduardo Martins na Universidade de São Paulo, fez mestrado na Escola Superior de Artes Aplicadas de Castelo Branco e intercâmbio na Universidade de Música e Dança de Colônia sob orientação de Paulo Álvares. Na Universidade de Música e Artes Cênicas de Viena concluiu dois mestrados, em direção orquestral e regência coral (summa cum laude).

## Carreira na Europa
Convidado a dirigir um projeto de música coral brasileira junto ao Coro da Universidade de Viena em 2010, estabeleceu-se na capital austríaca a partir da fundação do Coro Novo Mundo - Associação para a promoção do intercâmbio cultural entre Brasil e Áustria.
Em fevereiro de 2016 foi nomeado mestre-de-capela pelos Meninos Cantores de Viena. Em outubro do mesmo ano, foi contratado pela Ópera Estatal de Viena como regente da Academia Coral. Até 2019 atuou nestes cargos, bem como junto à direção artística da Wiener Singakademie - Coro Sinfônico da Konzerthaus de Viena.
Em 2019 estabeleceu-se em Hamburgo. Dirige os coros infanto-juvenis da Ópera Estatal de Hamburgo e o coro dos Meninos Cantores de Hamburgo. Junto à Filarmônica de Hamburgo, rege as produções de difusão da Ópera de Hamburgo, além de reger em diversos países na Europa, Ásia, e na América do Sul.

## Prêmios e bolsas de estudo
- Prêmio Honorário da Universidade de Música e Artes Cênicas de Viena[8]
- Prêmio Erwin Ortner para a Promoção da Música Coral[9]
- Bolsa da FUNARTE – Fundação Nacional das Artes
- Bolsa Fulbright/Unesco – NU-Fax Exchange Programm on Music Composition and Performance
- 1º Prêmio no "Concurso Nacional de Piano Souza Lima" (São Paulo, Brasil)